# The Dark Horse (1932)
The Dark Horse (bra: Surpresas Convencionais) é um filme pre-Code estadunidense de 1932, do gênero comédia política, dirigido por Alfred E. Green, e estrelado por Warren William, Bette Davis e Guy Kibbee.

## Sinopse
Para contornar um impasse na convenção do Partido Progressista, o candidato azarão Zachary Hicks (Guy Kibbee) é indicado ao cargo de governador. Hicks é considerado "tão burro que cada vez que abre a boca subtrai da soma total do conhecimento humano", então os líderes do partido se desesperam com a possibilidade de tê-lo em um cargo tão importante. Kay Russell (Bette Davis), a secretária, sugere que eles contratem seu namorado, Hal Samson Blake (Warren William), como gerente de campanha. Eles concordam, mas depois descobrem que Blake está na cadeia por não pagamento de pensão alimentícia.
Depois de tirá-lo de lá, Hal começa a treinar Hicks, aconselhando-o a responder a todas as perguntas de forma monossilábica. Quando o candidato conservador William Underwood (Berton Churchill) recita o mesmo discurso de Abraham Lincoln que Hal planejou para Hicks, Hal pula no palco e o acusa de plágio.
Após as complicações geradas, Maybelle (Vivienne Osborne), a ex-mulher de Hal, visita a sede da campanha para exigir o pagamento atrasado da pensão. Mesmo com Joe (Frank McHugh), assistente de Hal, dizendo a ela que Hal não está no escritório, Hicks, sentindo-se atraído pela moça, tenta impressioná-la mostrando exatamente onde Hal está, o que causa mais problemas para os membros do partido.

## Elenco
- Warren William como Hal Samson Blake
- Bette Davis como Kay Russell
- Guy Kibbee como Zachary Hicks
- Vivienne Osborne como Maybelle Blake
- Frank McHugh como Joe
- Sam Hardy como Sr. Black
- Harry Holman como Sr. Jones
- Charles Sellon como Sr. Green
- Robert Emmett O'Connor como Xerife
- Berton Churchill como William A. Underwood
- Robert Warwick como Sr. Clark
- Jim Thorpe como Chefe dos Blackfeet (não-creditado)

## Recepção

### Bilheteria
"The Dark Horse", mesmo com a recepção mista, obteve uma bilheteria razoável. De acordo com os registros da First National Pictures, o filme arrecadou US$ 302.000 nacionalmente e US$ 64.000 no exterior, totalizando US$ 366.000 mundialmente.